# Zelena jama
Zelena jama je predel Ljubljane s 7.000 prebivalci v Četrtni skupnosti Jarše, ki na jugu meji na železniško progo Ljubljana - Zidani Most - Maribor, zahodno se razprostira Savsko naselje, na vzhodu so Moste in BTC ter na severu pokopališče Žale. 
Zelena jama je od leta 2010 pridobila okoli 1000 novih stanovanj in tudi poslovne objekte. Novi del naselja sestavljajo večji stanovanjski bloki. Nekateri se bodo dogradili še v letu 2020 in 2021.  
V starem delu Zelene jame se nahaja več starejših blokov, industrijskih objektov (Velana, Droga Kolinska, SCT, Kemična tovarna, Veolia (prej Sap Ljubljana) ...)
Od ostalih javnih objektov je tam vrtec, Osnovna šola in srednja šola. V Zeleni jami na Flajšmanovi ulici ima obračališče mestna avtobusna linija št. 2, ki naselje prek mestnega središča povezuje z Mostami in Novimi Jaršami.